# 田中岩吉
田中 岩吉（たなか いわきち、1896年または1897年 - 1988年4月15日）は、東京商船大学名誉教授。専門は船貨論、海難論。義父は阿部元寿。

## 略歴
三重県出身。1919年9月 官立商船学校航海科卒業。同年同月、大阪商船株式会社入社。1924年9月神戸高等商船学校教授、1944年4月、清水高等商船学校教授を経て、1950年6月から東京商船大学教授。1960年4月東京商船大学名誉教授。1965年当時、日本海事検定協会顧問をつとめる。1988年4月15日、横浜市にて死去。享年91。専門は船貨論、海難論。

## 主著
- 『海事の知識　ー船と海と航海ー』海文堂、1965年。